# Bernd Hobsch
Bernd Hobsch est un footballeur international allemand né le 7 mai 1968 à Schenkist. Il évoluait au poste d'attaquant.
Il compte une sélection en équipe d'Allemagne, obtenue face à la Tunisie en 1993, alors qu'il jouait pour le Werder Brême. 

## Carrière
- 1974-1986 : MAB Schkeuditz  Allemagne de l'Est
- 1986-1987 : Chemie Böhlen  Allemagne de l'Est
- 1987-1991 : Lokomotive Leipzig  Allemagne de l'Est/ Allemagne
- 1991-1992 : VfB Leipzig  Allemagne
- 1992-1997 : Werder Brême  Allemagne
- 1997-1998 : Stade rennais  France
- 1997-1999 : TSV Munich 1860  Allemagne
- 1999-2001 : FC Nuremberg  Allemagne
- 2002 : FC Carl Zeiss Iéna  Allemagne
- 2004-2005 : Lokomotive Leipzig  Allemagne[1]

## Palmarès
- 1 sélection et 0 but en équipe d'Allemagne lors de l'année 1993
- Champion d'Allemagne en 1993 avec le Werder Brême
- Vainqueur de la Coupe d'Allemagne en 1994 avec le Werder Brême
- Vainqueur de la Supercoupe d'Allemagne en 1993 et 1994 avec le Werder Brême
- Champion d'Allemagne de D2 en 2001 avec le FC Nuremberg